# Loxodocus nigratus
Loxodocus nigratus là một loài tò vò trong họ Ichneumonidae.